# Ramraias
Ramraias est une secte, un courant religieux qui a pris ses racines au XVIIe siècle dans le sikhisme. Il a été fondé par Ram Rai un des fils de Guru Har Rai, un des Gurus du sikhisme. Rejeté pour avoir changé un mot lors d'une lecture du Livre saint du sikhisme devant un empereur musulman, et cela pour ne pas choquer, Ram Rai fut bani par son père et créa ainsi sa propre obédience religieuse.